# Yakisoba

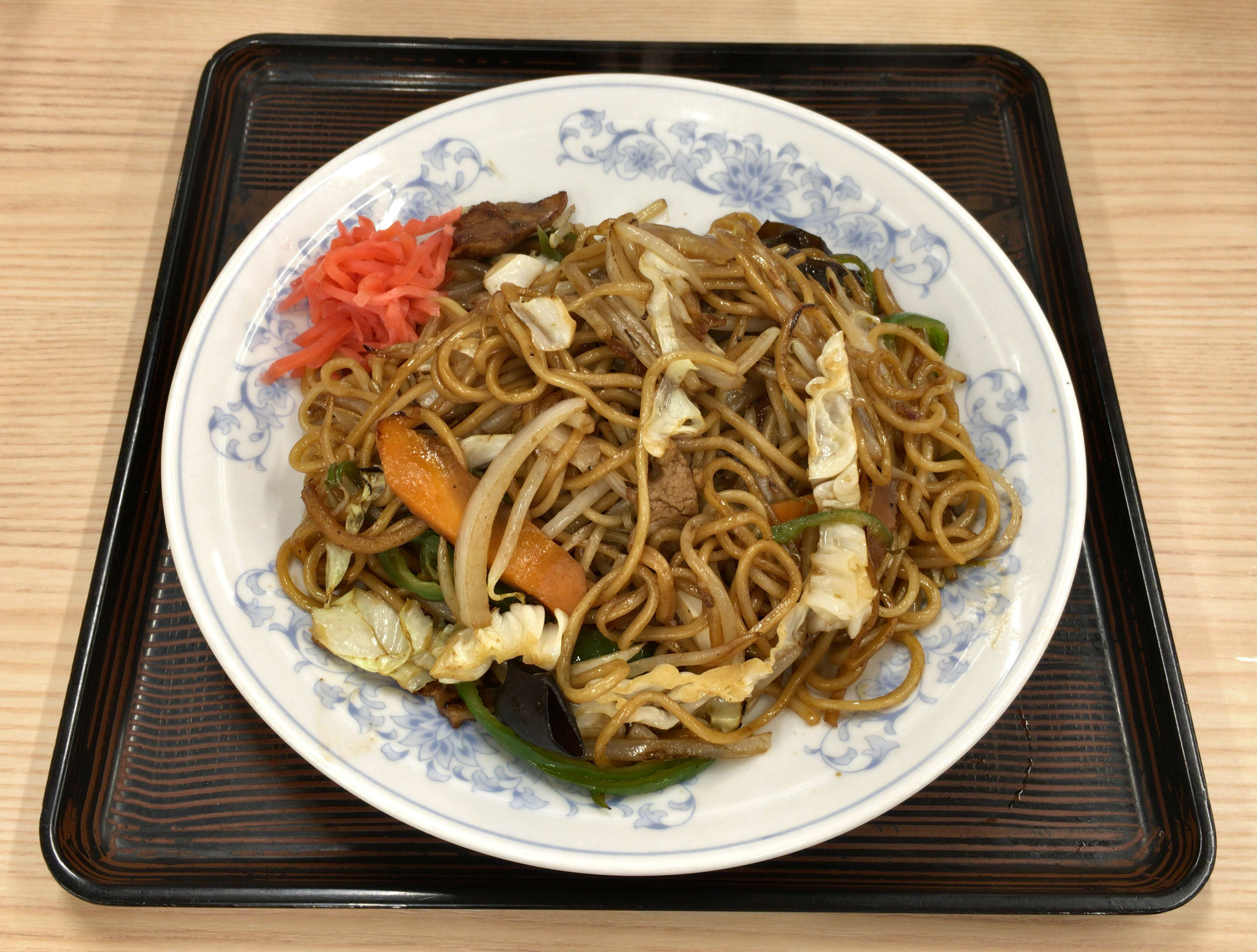
Yakisoba.

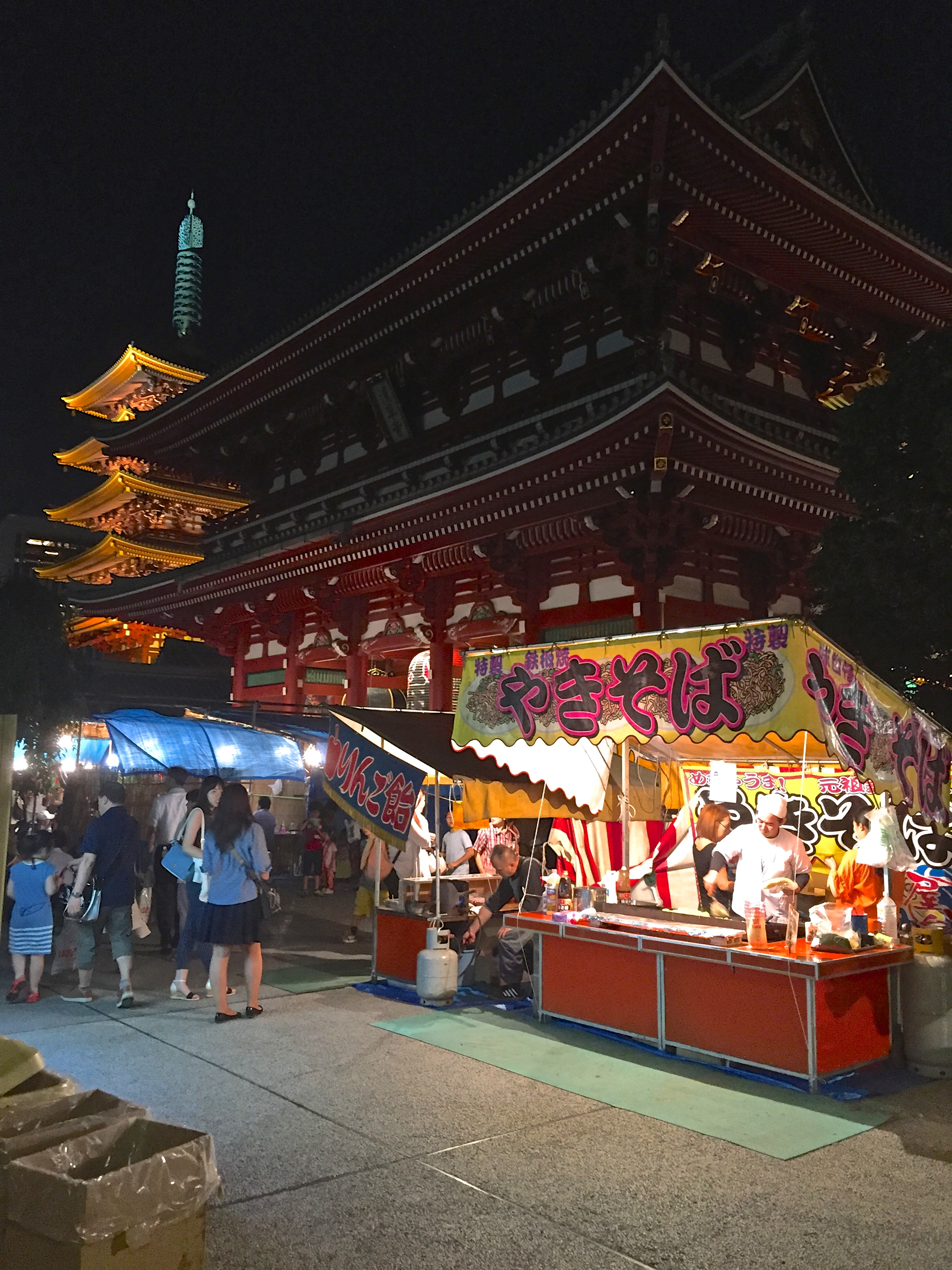

Yakisoba (焼きそば?), literalmente "tallarines fritos", son originarios de China (allí se conoce con el nombre chow mein) pero hoy en día están integrados enteramente en la cocina japonesa, tal como ocurre con el ramen. Aunque el término soba forma parte de la palabra el yakisoba estos fideos no se elaboran con harina de trigo sarraceno, sino que son muy similares a los ramen que son producidos a partir de harina de trigo.

## Preparación
Cocinarlo es muy simple: basta con calentar una cacerola en la que se fríe con un poco aceite vegetal y se añade carne de vaca, pollo, o cerdo, junto con otros añadidos como  col, cebollas o zanahoria. Se agregan los fideos cocidos al vapor, y se vierte dentro un poco de agua para desenredar los fideos, y se cocina hasta que se va el agua. Entonces se agrega la salsa y se sirve. A veces, se utiliza el fideo japonés udon como un reemplazo del fideo chino de soba y se denomina en este caso al estilo del Yakiudon, esta variación fue iniciada en la prefectura de Kitakyushu y  Fukuoka. El instant yakisoba, tal como "UFO", se vende comúnmente en los supermercados japoneses y en algunos chinos y puede ser preparado agregando agua hirviendo.

## Presentación
El Yakisoba puede servirse como plato principal o como acompañamiento. Otra manera de servir el yakisoba en Japón es apilar los fideos en un bollo rebanado por el centro, al estilo de un perro caliente, y adornarlo con mayonesa y pedazos de jengibre en vinagre. Se denomina yakisoba-pan, está comúnmente disponible en los locales matsuri (festivales) o conbini.
Al Yakisoba se le da sabor con una salsa denominada salsa yakisoba (similar a la salsa okonomiyaki), aonori y beni shōga.

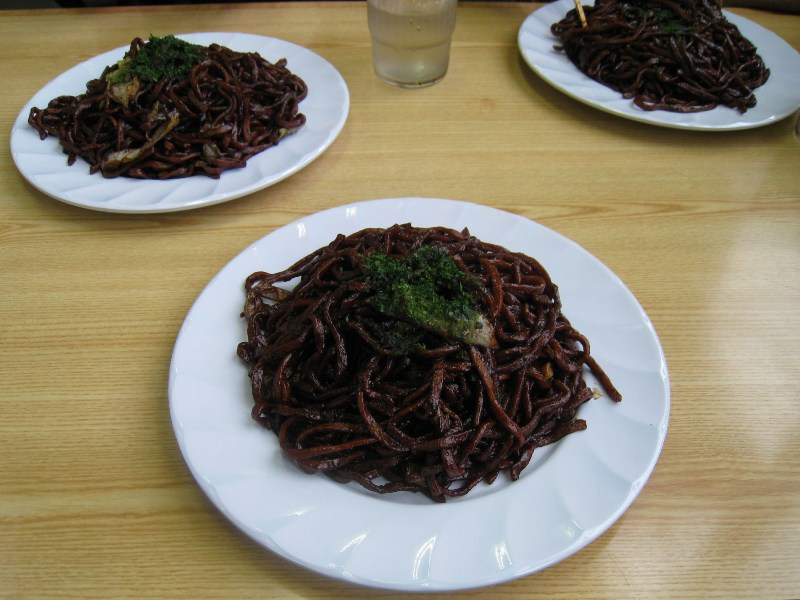
Ōta-yakisoba
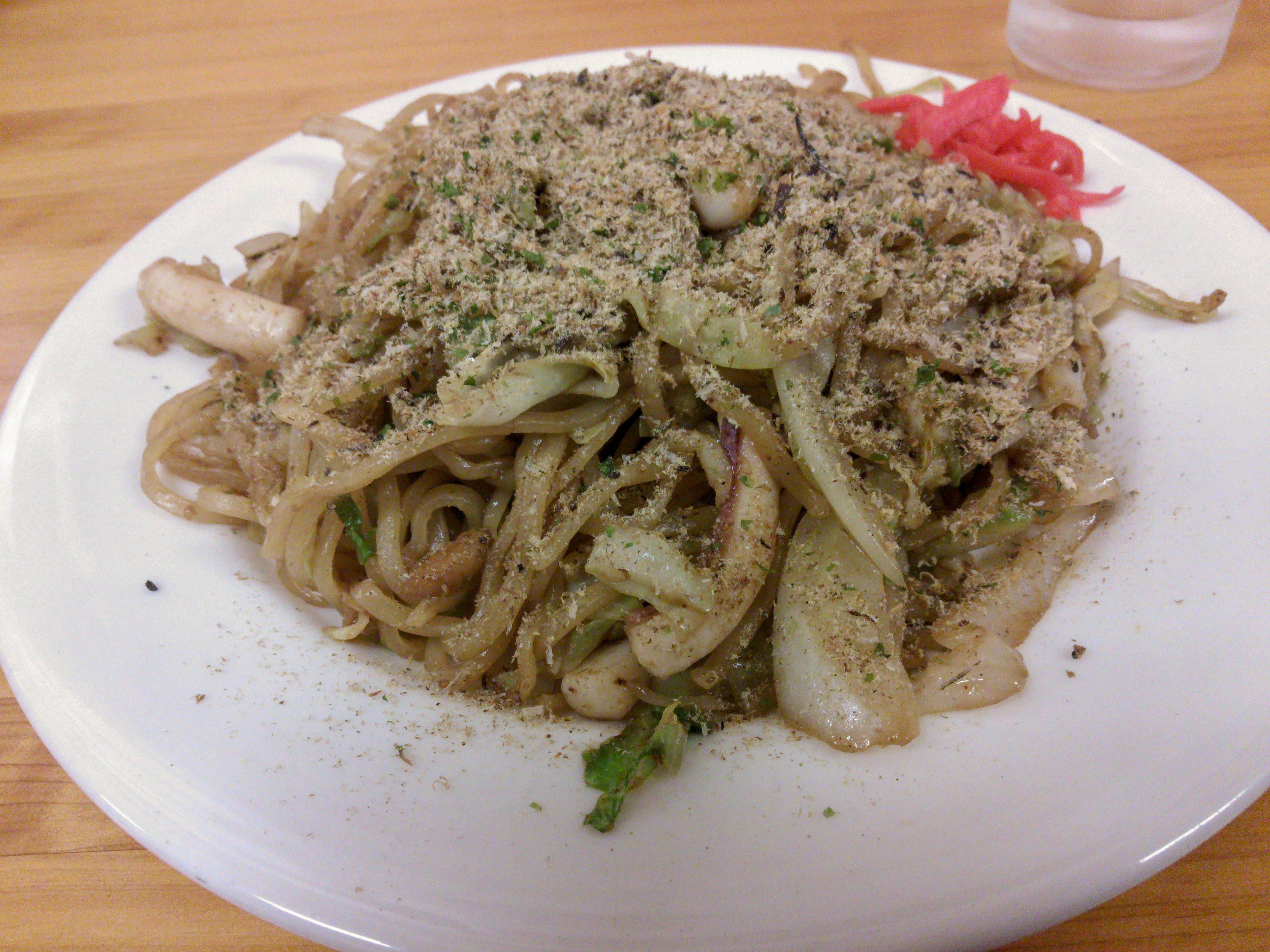
Fujinomiya-Yakisoba
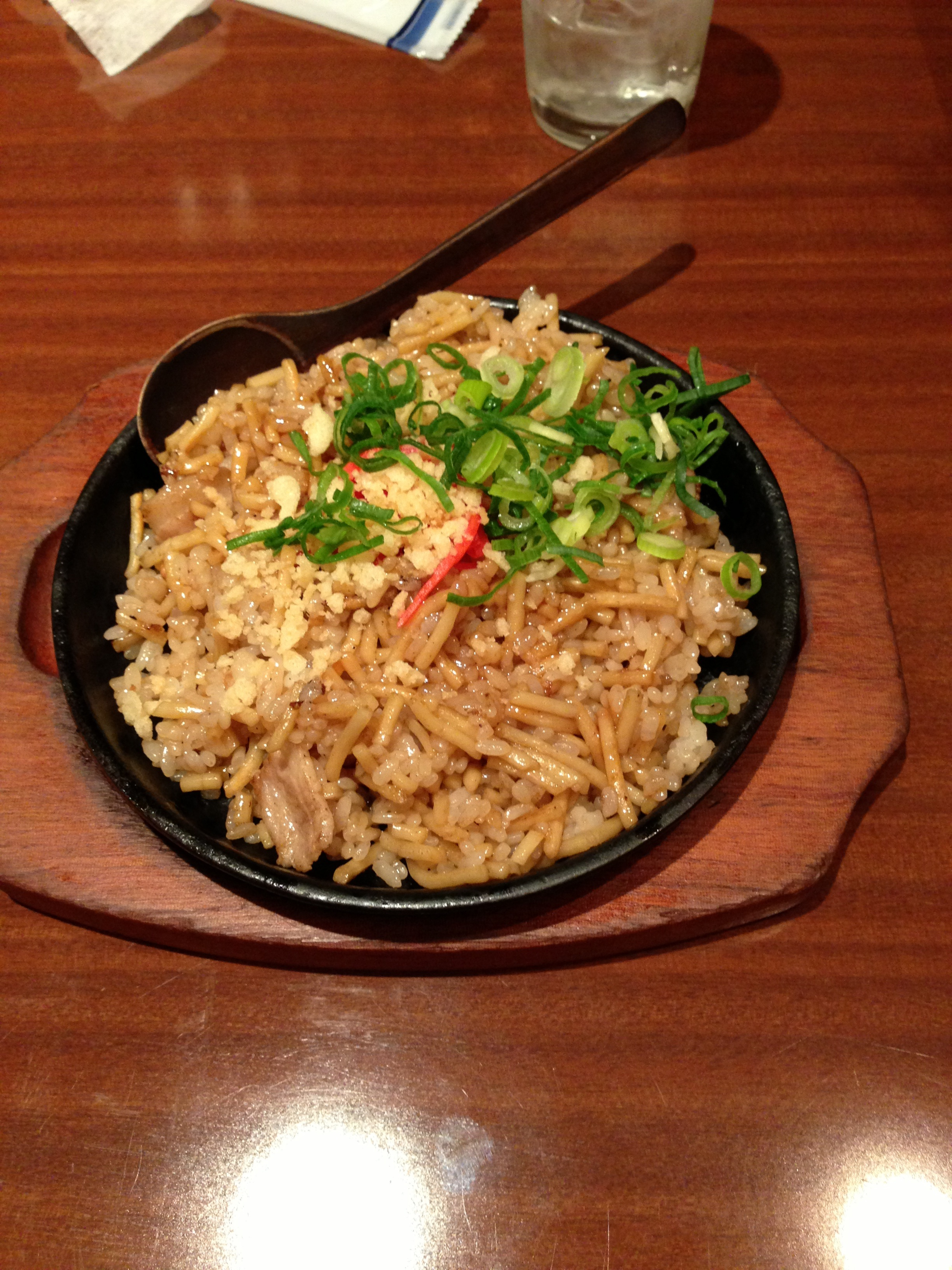
Sobameshi
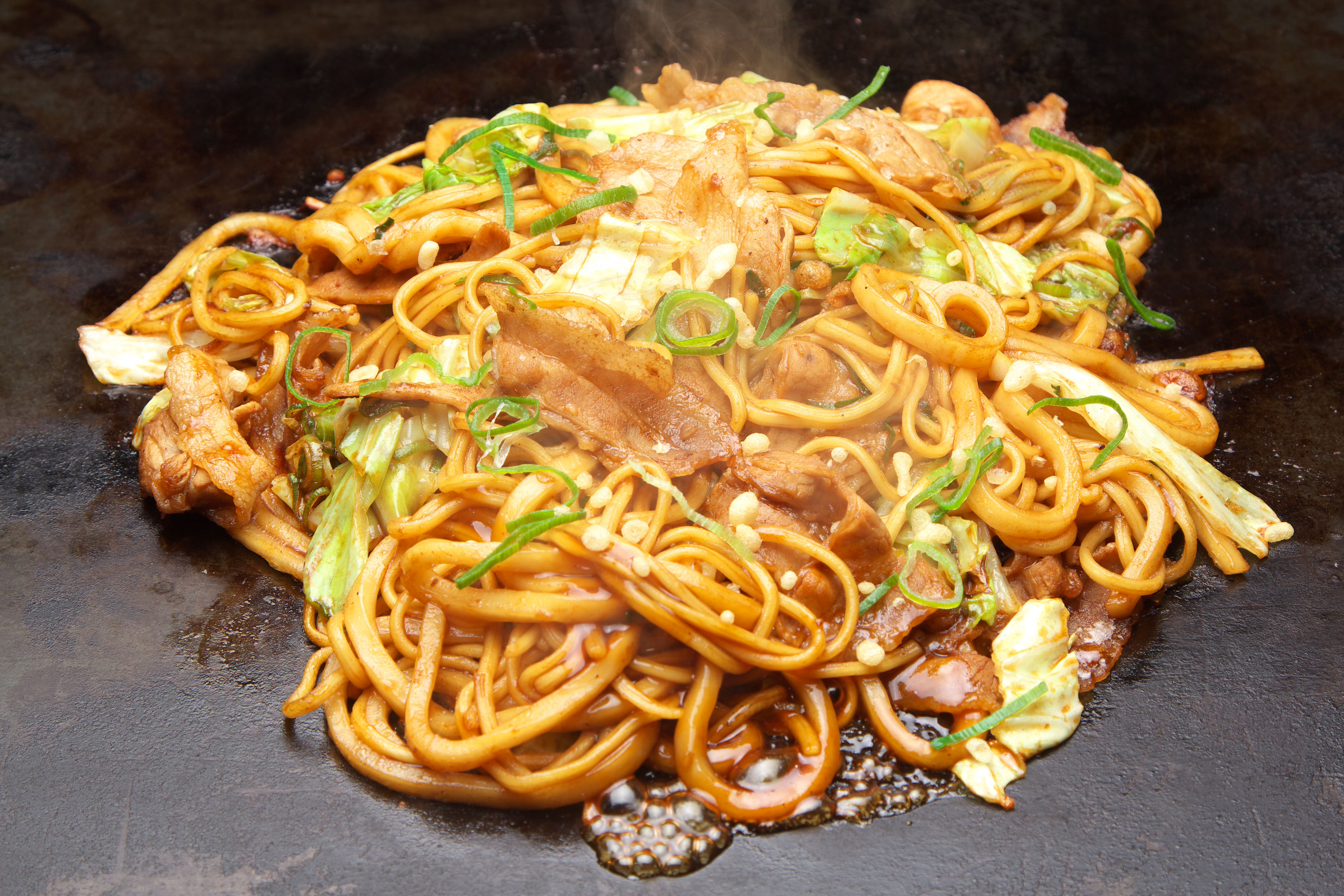
Himeji-chanpon yaki
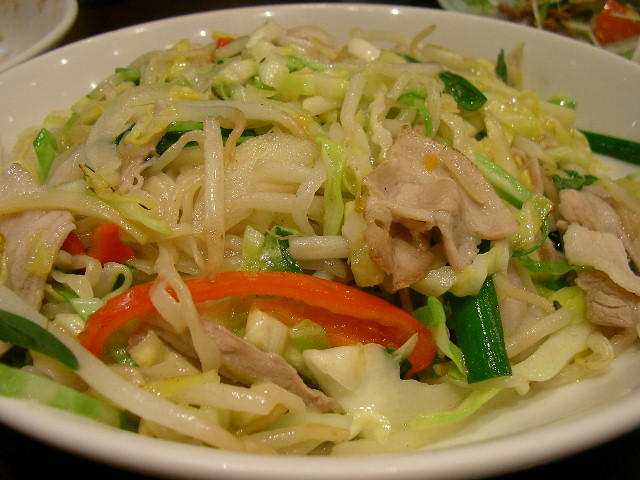
Shio yakisoba
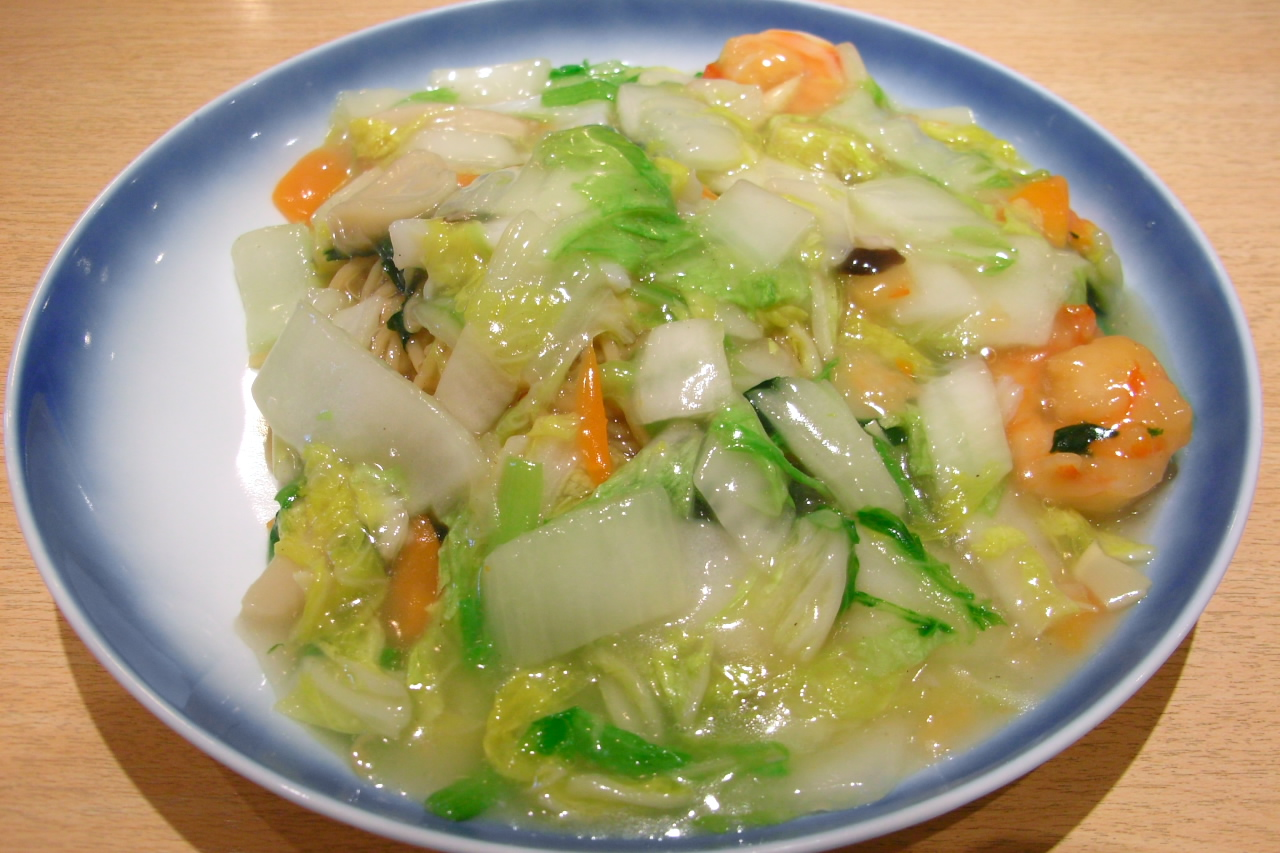
Ankake yakisoba

## Curiosidades
Yakisoba se sirve diariamente en el "Camp Hansen" de Estados Unidos (Marine Corps) de base en Okinawa, Japón y ha llegado ser uno de los platos favoritos entre los U.S. Marines, logrando que el yakisoba sea servido en el menú de casi todas las bases de los U.S. Marine Corps de todo el mundo.[cita requerida]